# Bergschule Düren
Die Bergschule Düren war eine 1857 gegründete Bergschule ohne Namen in Düren in Nordrhein-Westfalen, die bis 1867 bestand.
Die Bergschule diente der Ausbildung von technischem Aufsichtspersonal für die Bergwerke des Bergamtsbezirkes, der vom Rhein, der Mosel und den Landesgrenzen begrenzt wurde.

## Geschichte
Das Bergamt schlug als Sitz der Bergschule Stolberg vor. Dieser Sitz scheiterte aber an den erheblichen Kosten. 1856 wurde Düren als Standort festgelegt. Die Kosten für 36 Schüler wurden auf 4500 Taler geschätzt. Das vorgesetzte Oberbergamt Bonn wurde am 31. Januar 1857 vom preußischen Minister für Handel, Gewerbe und öffentliche Arbeiten beauftragt, die Errichtung einer Bergamtsschule für den Bergamtsbezirk sofort zu veranlassen. Der abgeschlossene Gründungsvertrag datiert auf den 26. Februar 1857. Hierbei wurde festgelegt, dass der Staat und die Bergwerksbesitzer die Kosten je zur Hälfte zu tragen haben. Der Unterricht begann am 6. Juli 1857 mit 38 Schülern. Es wurden zwei Räume, ein Lehrerkonferenzzimmer und ein Vorzimmer im Pfälzer Hof angemietet. In zwei Klassen wurden in jeweils drei Jahren Steiger, Obersteiger, Markscheider und Betriebsführer ausgebildet.
Mit der Provinzial-Blindenanstalt wurde später für die nächsten zehn Jahre ein Mietvertrag über das dritte Stockwerk ihres Gebäudes in der Jesuitengasse abgeschlossen. Auf Weisung des Ministers wurde in einer Konferenz vom 17. Juni 1867 beschlossen, die Schule nach nur zehn Jahren aus finanziellen Gründen zu schließen. Steiger wurden zukünftig in der Bergschule Siegen ausgebildet. In Bardenberg wurde am 7. Oktober 1866 eine neue Bergschule eröffnet.